# Canaseraga
Canaseraga és una població dels Estats Units a l'estat de Nova York. Segons el cens del 2000 tenia 594 habitants.

## Demografia
Segons el cens del 2000, Canaseraga tenia 594 habitants, 220 habitatges, i 166 famílies. La densitat de població era de 179,2 habitants/km².
Dels 220 habitatges en un 36,4% hi vivien nens de menys de 18 anys, en un 57,3% hi vivien parelles casades, en un 13,6% dones solteres, i en un 24,5% no eren unitats familiars. En el 20,9% dels habitatges hi vivien persones soles el 7,3% de les quals corresponia a persones de 65 anys o més que vivien soles. El nombre mitjà de persones vivint en cada habitatge era de 2,7 i el nombre mitjà de persones que vivien en cada família era de 3,02.
Per edats la població es repartia de la següent manera: un 28,8% tenia menys de 18 anys, un 7,6% entre 18 i 24, un 28,3% entre 25 i 44, un 23,1% de 45 a 60 i un 12,3% 65 anys o més.
L'edat mediana era de 36 anys. Per cada 100 dones de 18 o més anys hi havia 106,3 homes.
La renda mediana per habitatge era de 35.469 $ i la renda mediana per família de 39.000 $. Els homes tenien una renda mediana de 35.313 $ mentre que les dones 20.938 $. La renda per capita de la població era de 14.971 $. Entorn del 10,2% de les famílies i el 12,8% de la població estaven per davall del llindar de pobresa.